# 58221 Boston
58221 Boston este un asteroid din centura principală de asteroizi.

## Descriere
58221 Boston este un asteroid din centura principală de asteroizi. A fost descoperit pe 23 ianuarie 1993 la Observatorul La Silla de Eric Walter Elst. Asteroidul prezintă o orbită caracterizată de o semiaxă mare de 2,77 ua, o excentricitate de 0,11 și o înclinație de 9,9° în raport cu ecliptica.